# Киданці

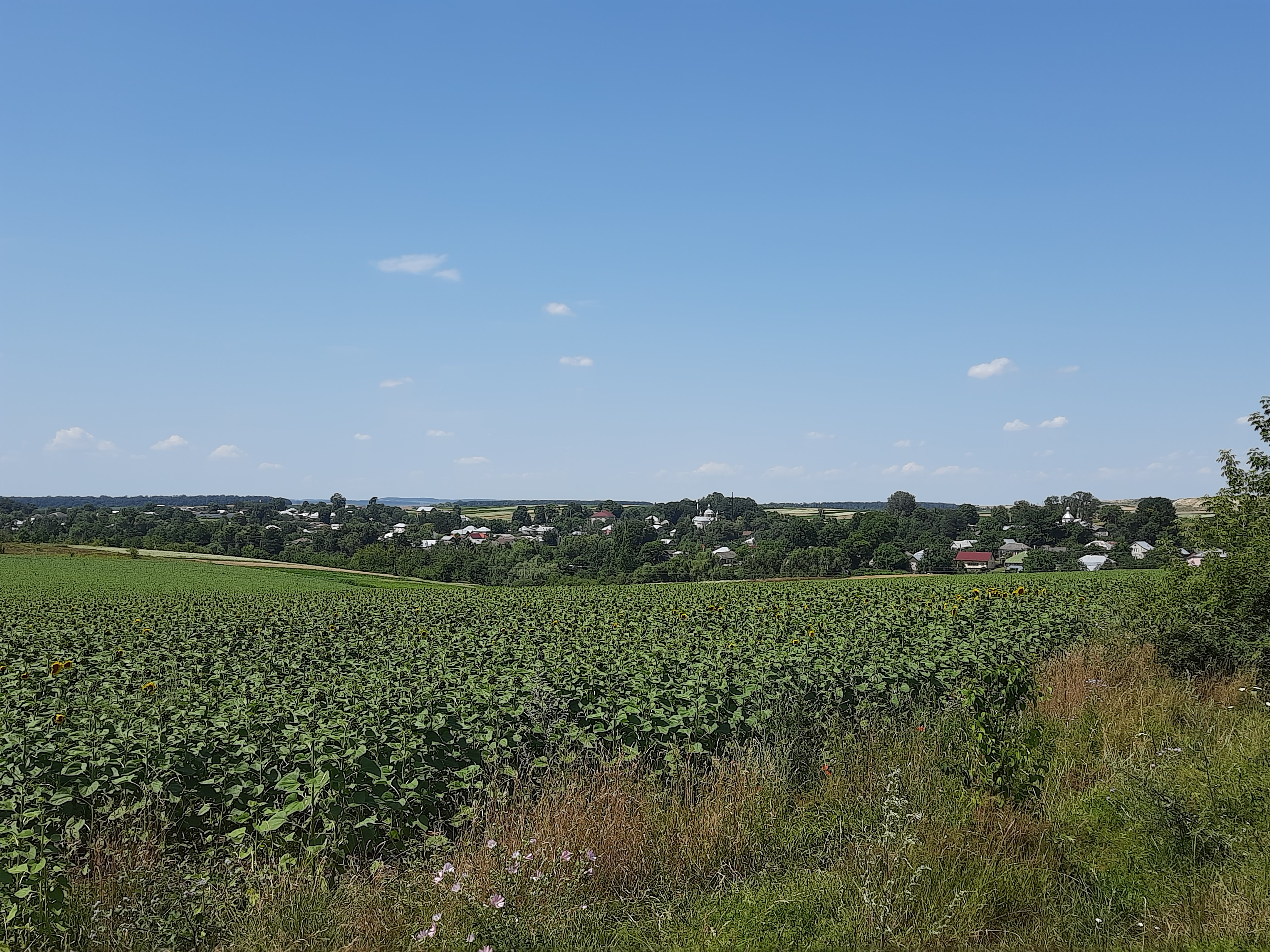
Вигляд на село з пагорба

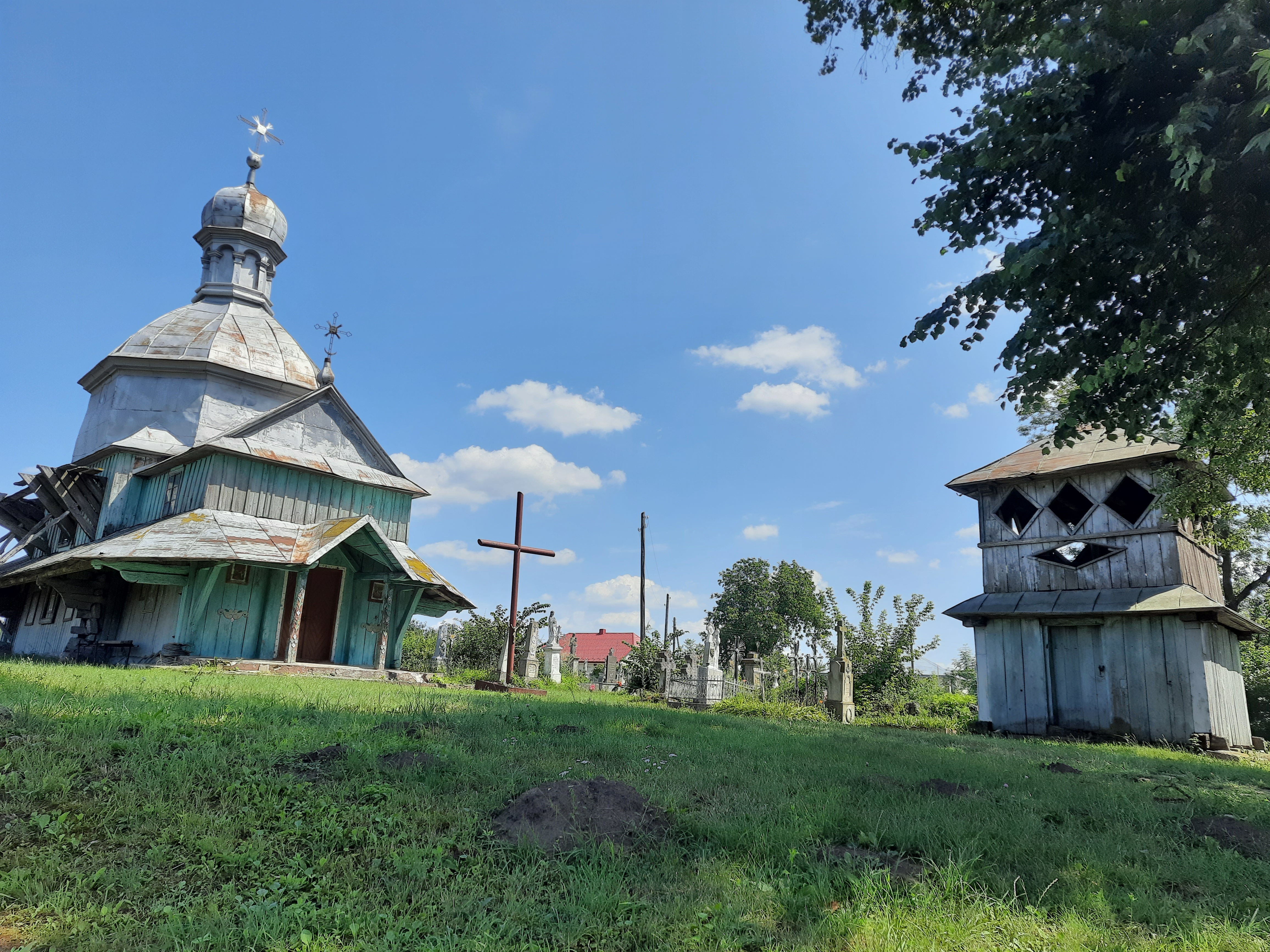
Церкви Святого Димитрія 17ст

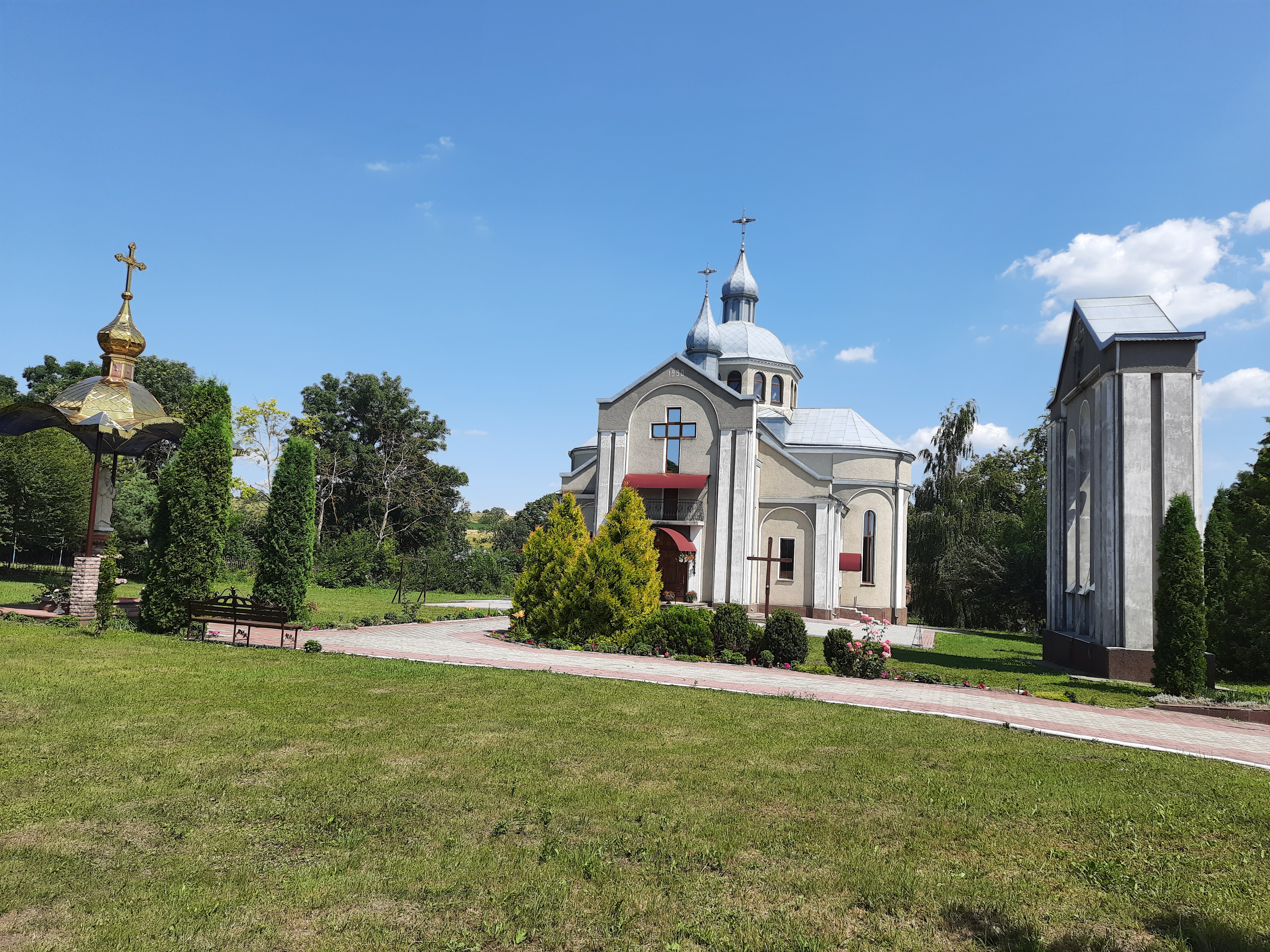
Церква Святого Димитрія 1996р.

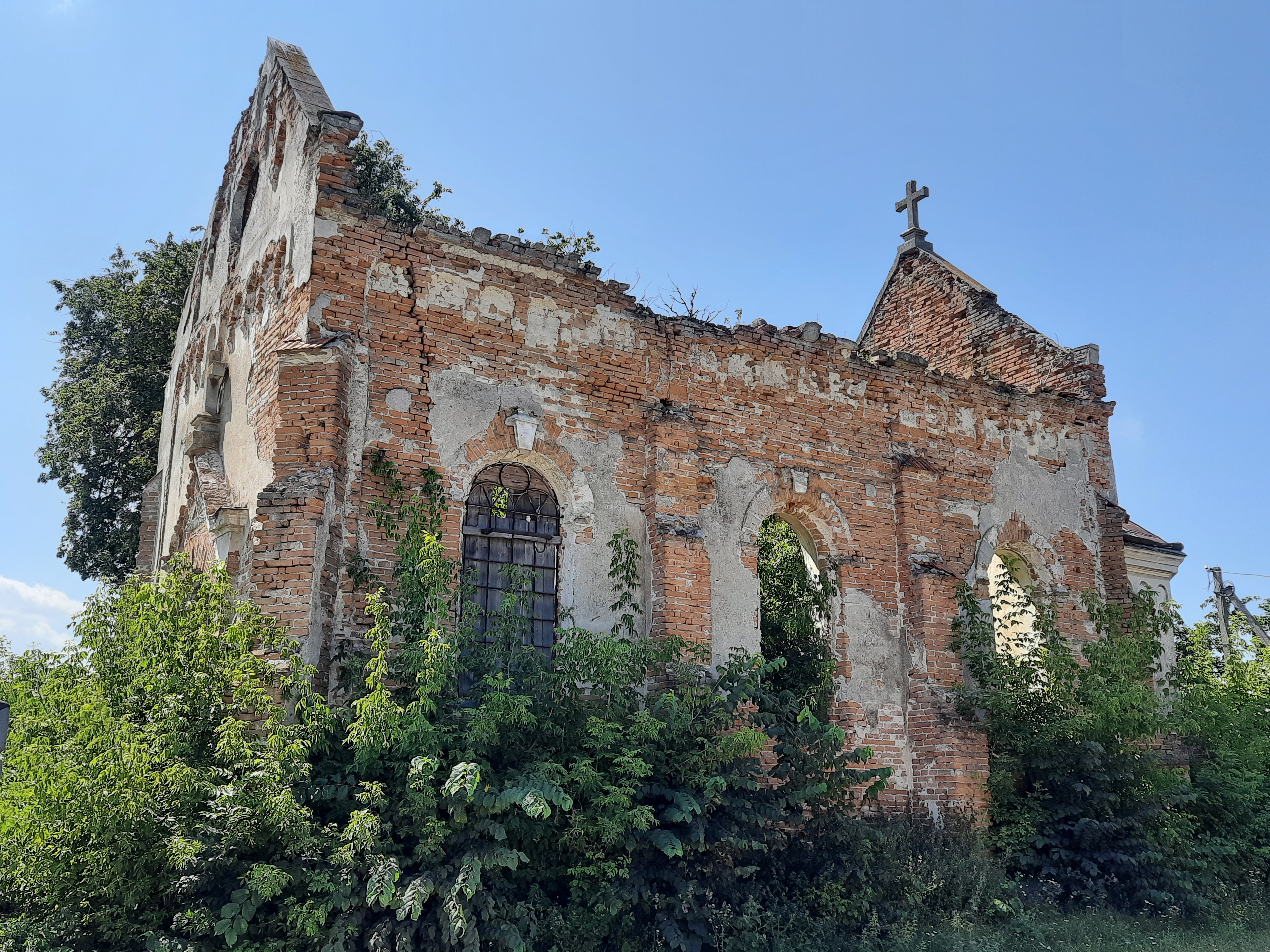
Руїни костелу

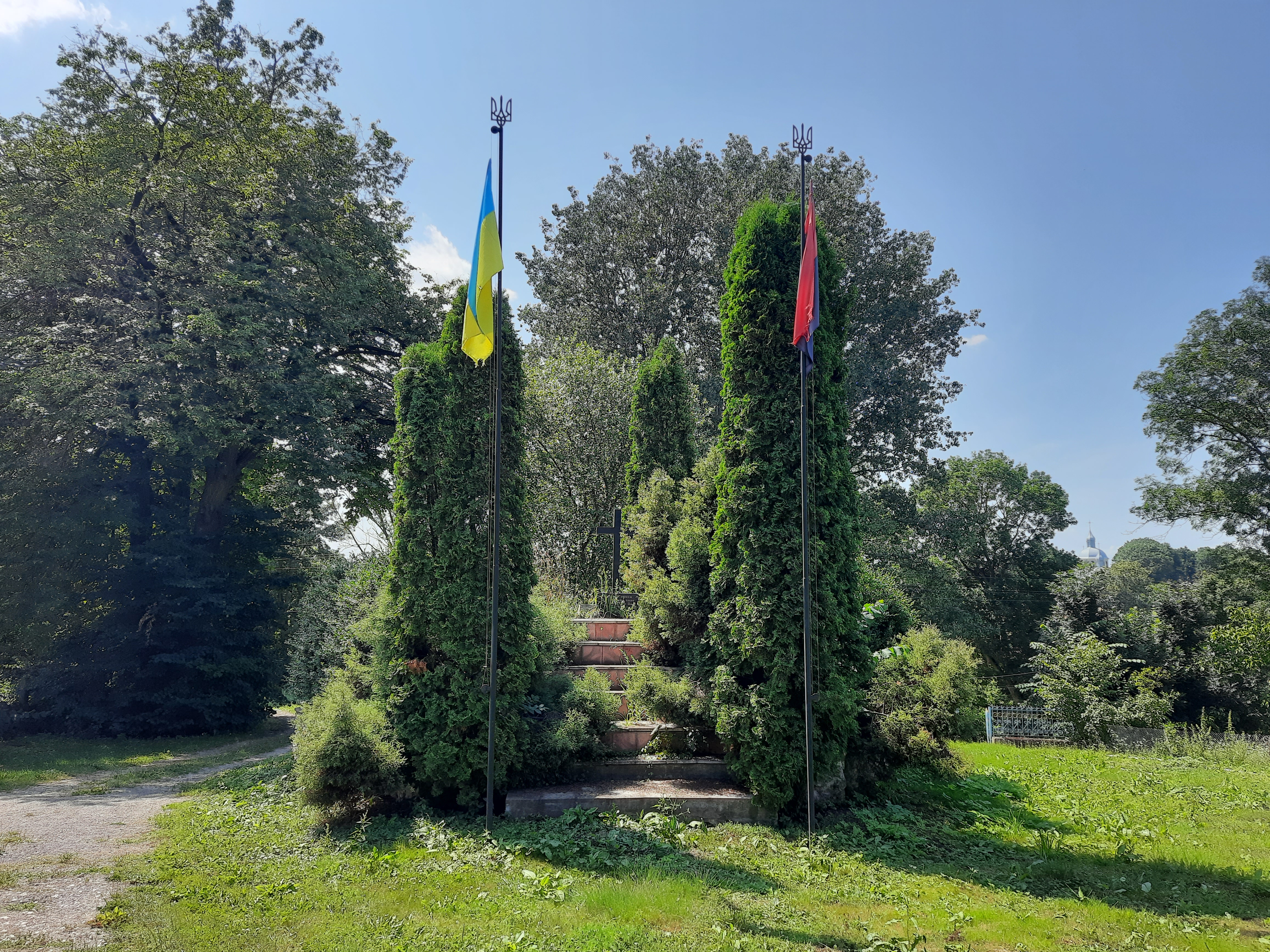
Пам'ятний знак Борцям за волю України

Ки́данці — село в Україні, у Збаразькій міській громаді Тернопільського району Тернопільської області. Розташоване на півночі району. До 2020 центр сільради. До Киданців приєднано хутори Бартецька гора, До моста, Поплави.
Населення — 853 особи (2003).
Є пам'ятка природи — Киданецькі скелі.

## Географія

### Мікротопоніми
- Бартецьке Поле — хутір у складі с. Киданці Збаразького р-ну. Назва від старослов'янського бердо/бардо "пагорб, урвище (провалля), тобто «дуже нерівна місцевість».
- Дзюрава — річка на території Тернопільського району, права притока р. Гребна (басейн Гнізни). Бере початок із джерела біля с. Киданці Тернопільського р-ну. Тече через с. Ангелівка Тернопільського р-ну. Впадає до ставу у с. Романівка Тернопільського р-ну. Довжина близько 10 км. Назва від дзюра «дірява, маловодна».
- Домоста — хутір у с. Киданці Збаразького р-ну. Назва вказує на те, що поселення розташовувалось «по дорозі до моста».
- Марківщина — північна частина с. Киданці Збаразького р–ну, яку у 1649 заснував козак Марко після Збаразької битви.
- Під Могилою — урочище на східній околиці с. Киданці Збаразького р-ну. Тут також поховані козаки, які загинули при штурмі Збаража в серпні 1649.
- Поплави — хутір, назва походить від дієслова плавати «посел., що ніби плаває у воді»
- Руський Бік — частина с. Киданці Збаразького р-ну, де проживали православні українці. Інша частина, Марківщина, була заселена греко-кат. та поль.
- Царева Долина — урочище на східній околиці с. Киданці Збаразького р-ну. Розташоване біля колишнього Чорного Шляху. За легендою тут у бою з дружиною збаразького князя загинув половецький хан (цар). Ще донедавна вздовж долини було кілька десятків курганів ХІ–ХVІІст.
- Чорний Шлях (Княжий Тракт, Татарський Шлях) — в XI-ХІХст. ґрунтова (бита) дорога вздовж західного схилу Товтрів. Бере початок від смт. Ланівці. Пролягає обіч м. Збараж, с. Киданці, Максимівка, Стриївка, Романове Село Збаразького, Галущенці, Жеребки, Колодіївка, Полупанівка, Новосілка, Старий Скалат, Остап'є Підволочиського, Вікно, Паївка, Красне, Калагарівка, Волиця, Крутилів Гусятинського р-нів Тернопільської, м. Сатанів, Бакота Хмельницької обл., веде через Молдову в Крим. Назва Чорний тут асоціюється зі «скорбота, бідна, дорога смерті, неволя». Головний шлях, яким татари вели ясир з України та Польщі. Княжий Тракт — назва стверджує думку про те, що в часи Київської Русі це була державна дорога з Києва на Волощину та в Крим.
- Сабариха — товтрова гора–одинець. За легендою назва від праслов'янського імені Сабара (Сапара). Можливо від старослов'янського бар «болото, мокравина». В даному випадку «гора за болотом».
- Сонячна — розміщена біля р. Дзюрава

## Історія
Перша писемна згадка — 12 жовтня 1444 року в Актах гродських і земських галицького суду..
Діяли товариства «Просвіта», «Рідна школа», «Союз українок», молодіжний гурток «Каменярі».
7 серпня 2016 року в селі відбувся фестиваль мистецтв «Киданецький піснецвіт» або «Пляцок-фест». Гостями свята були Микола Свидюк артисти з Одеси, Чернігівщини, Тернопільщини та із сусідніх сіл Збаразького району та інші. Одним із членів журі був тернопільський гуморист Гриць Драпак.
12 червня 2020 року, відповідно до Розпорядження Кабінету Міністрів України від  № 724-р «Про визначення адміністративних центрів та затвердження територій територіальних громад Тернопільської області», село увійшло до складу Збаразької міської громади.
19 липня 2020 року, в результаті адміністративно-територіальної реформи та ліквідації Збаразького району, село увійшло до складу новоутвореного Тернопільського району.

## Населення

### Мова
Розподіл населення за рідною мовою за даними перепису 2001 року:
| Мова       | Відсоток |
| ---------- | -------- |
| українська | 97,97%   |
| російська  | 2,03%    |

## Релігія
Є церкви святого Димитрія (дерев'яна, збудована у 16 столітті і привезена до Киданців) та нова (1996, кам'яна). У 1918—1945 роках у селі душпастирював отець Григорій Хамчук (1885—1946).

## Пам'ятники
Споруджено пам'ятники Івану Франку (1966, скульп. Н. Чорний), полеглим у німецько-радянській війні односельцям (1970; скульптор Я. Ягода), встановлено пам'ятний хрест на честь Незалежності України (1992).

## Соціальна сфера
Працюють загальноосвітня школа І-ІІІ ступенів, клуб, бібліотека, ФАП, відділення зв'язку, дитячий садок.

## Відомі люди

### Народилися
- Йосиф Грицай —український церковний діяч, священик УГКЦ, адміністратор Тернопільського деканату. Батько Зеновія Грицая. Слуга Божий.
- літератор О. Підгірський.

### Відвідували
- Микола Свидюк